# یوکی ایشی

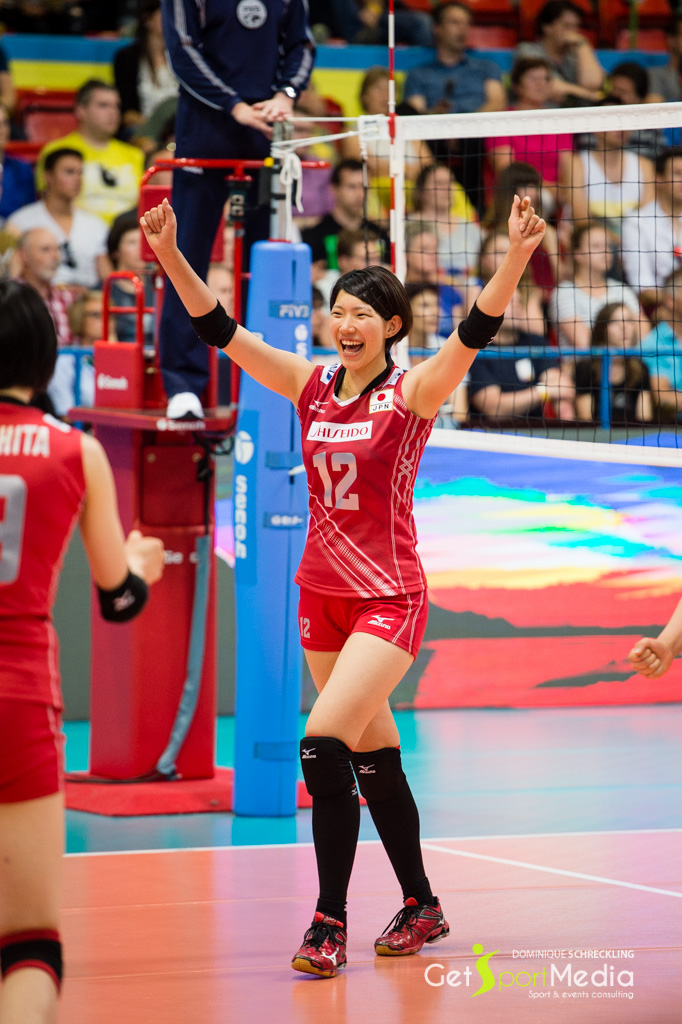
یوکی ایشی در سال ۲۰۱۵

یوکی ایشی (انگلیسی: Yuki Ishii؛ زادهٔ ۸ مهٔ ۱۹۹۱) بازیکن والیبال زن اهل ژاپن است.
از باشگاه‌هایی که در آن بازی کرده‌است می‌توان به هیسامیتسو اسپرینگز اشاره کرد.